# Симс (Индијана)
Симс (енгл. Sims) насељено је место без административног статуса у америчкој савезној држави Индијана.

## Демографија
По попису из 2010. године број становника је 156.
| Група             | 2000.    | 2010.       |
| Белци             | 0 (0,0%) | 147 (94,2%) |
| Афроамериканци    | 0 (0,0%) | 0 (0,0%)    |
| Азијати           | 0 (0,0%) | 1 (0,6%)    |
| Хиспаноамериканци | 0 (0,0%) | 7 (4,5%)    |
| Укупно            | 0        | 156         |